# فناوری سطح پایین
فناوری پَست (به انگلیسی: Low Technology) به آن دسته از صنایع و ابزار گفته می‌شود که آغاز استفاده از آن‌ها به دوران قبل از انقلاب صنعتی باز می‌گردد. یک معیار برای تشخیص فناوری پست این است که می‌تواند به وسیلهٔ یک فرد یا گروه کوچکی از افراد و با کم‌ترین میزان سرمایه‌گذاری ساخته و پرداخته شود؛ هم‌چنین، یک فرد بدون نیاز به تخصص اضافی قادر است دانش لازم برای ساختن و پرداختن فناوری پست را به‌طور کامل درک کند.
اصطلاح فناوری پست در تقابل با فناوری عالی (به انگلیسی: High Technology) در توصیف طرح‌ها و فنون جدید، بر این موضوع تاکید دارد که فنون مورد نظر در مرزهای فناوری نیستند. طرح‌ها و فناوری‌های پست ممکن است به دلیل شرایط و اولویت‌های اجتماعی و اقتصادی از رده خارج شوند.
امروزه فناوری پست مورد توجه طرفداران محیط زیست و طبیعت قرار دارد. یکی از دلایل این امر متکی نبودن فناوری پست بر نفت و انرژی های ناپاک است.